# Введенский, Александр Иванович (философ)
Алекса́ндр Ива́нович Введе́нский (1856—1925) — русский философ и психолог, крупнейший представитель русского неокантианства, сооснователь первого Санкт-Петербургского религиозно-философского общества.

## Этапы биографии
Родился в Тамбове 19 (31) марта 1856 года в семье коллежского секретаря. Окончил с золотой медалью Тамбовскую гимназию (1876) и поступил на физико-математический факультет Московского университета, откуда в 1877 году перешёл в Императорский Санкт-Петербургский университет; сначала учился на физико-математическом, а через год перешёл на историко-филологический факультет, который окончил в 1881 году со степенью кандидата и был оставлен на кафедре философии для подготовки к профессорскому званию. В университете слушал лекции М. И. Владиславлева (философия) и К. Н. Бестужева-Рюмина (история). Отправился в научную командировку на два года в Германию. После возвращения в Россию в 1887 году был зачислен приват-доцентом Санкт-Петербургского университета.
В 1888 году защитил диссертацию «Опыт построения теории материи на принципах критической философии» на степень магистра философии. В 1890 году получил должность экстраординарного профессора кафедры философии в Петербургском университете. В 1913 году «по выслуге 30 лет в системе народного просвещения» выбыл из числа штатных профессоров с сохранением профессорского звания и права преподавания в университете, а во главе кафедры стал его ученик и последователь И. И. Лапшин. Среди учеников Введенского, помимо И. И. Лапшина были: Н. О. Лосский, Л. П. Карсавин, С. А. Аскольдов, Б. В. Яковенко, П. Б. Струве, Г. Д. Гурвич, М. М. Бахтин, С. Л. Франк, В. М. Каринский и многие другие.
А. И. Введенский состоял также профессором ряда других учебных заведений: Военно-юридической академии, Историко-филологического института (с 1890 года), Женского педагогического института и Высших женских курсов Раева. Долгое время читал философию на Бестужевских высших курсах.
С 1899 года Введенский был бессменным председателем Санкт-Петербургского философского общества, которое при его содействии было образовано в 1897 году и просуществовало до 1917 года. В марте 1921 года Философское общество возобновило свою деятельность, но из-за болезни Введенского и по его просьбе обязанности председателя Общества были возложены на Э. Л. Радлова. Но деятельность Общества была недолгой — вскоре его закрыли. 
С начала 1890-х годов он был активным членом Московского психологического общества, сотрудничал с журналом «Вопросы философии и психологии». Неизменный участник Международных психологических съездов. Председатель Философского общества при Санкт-Петербургском университете (1898—1923).
С 1 января 1905 года — действительный статский советник.
В 1922 году Введенский был отстранён от работы в университете и оказался на пенсии.
Умер 7 марта 1925 года. Похоронен на Смоленском православном кладбище в Санкт-Петербурге.

## Научная деятельность
В своих сочинениях «О пределах и признаках одушевления» (1892) и «Психология без всякой метафизики» (1914) Введенский ставил вопрос о выведении за пределы психологии учения о душе и о сущности психического.
По Введенскому, всякая душевная жизнь подчинена закону отсутствия объективных признаков одушевления; признание чужой духовности диктуется человеку только его нравственным чувством. Нравственное чувство, в свою очередь, связано с нравственным долгом, постулирующим принцип свободы воли, бессмертие души, существование Бога.
Введенский скептически относился к возможностям экспериментальной психологии, полагая, что научная психология возможна лишь как описательная наука.
Логическое учение Введенского связано с его гносеологией. По Введенскому функция логики состоит в проверке истинности познания, а не в отыскании нового.
В 1920-х годах Введенский, активно участвуя в философских спорах, выступал против материализма и марксизма, а также, против пропаганды массового атеизма, полагая, что он не может иметь корней в России.